# Altscheid

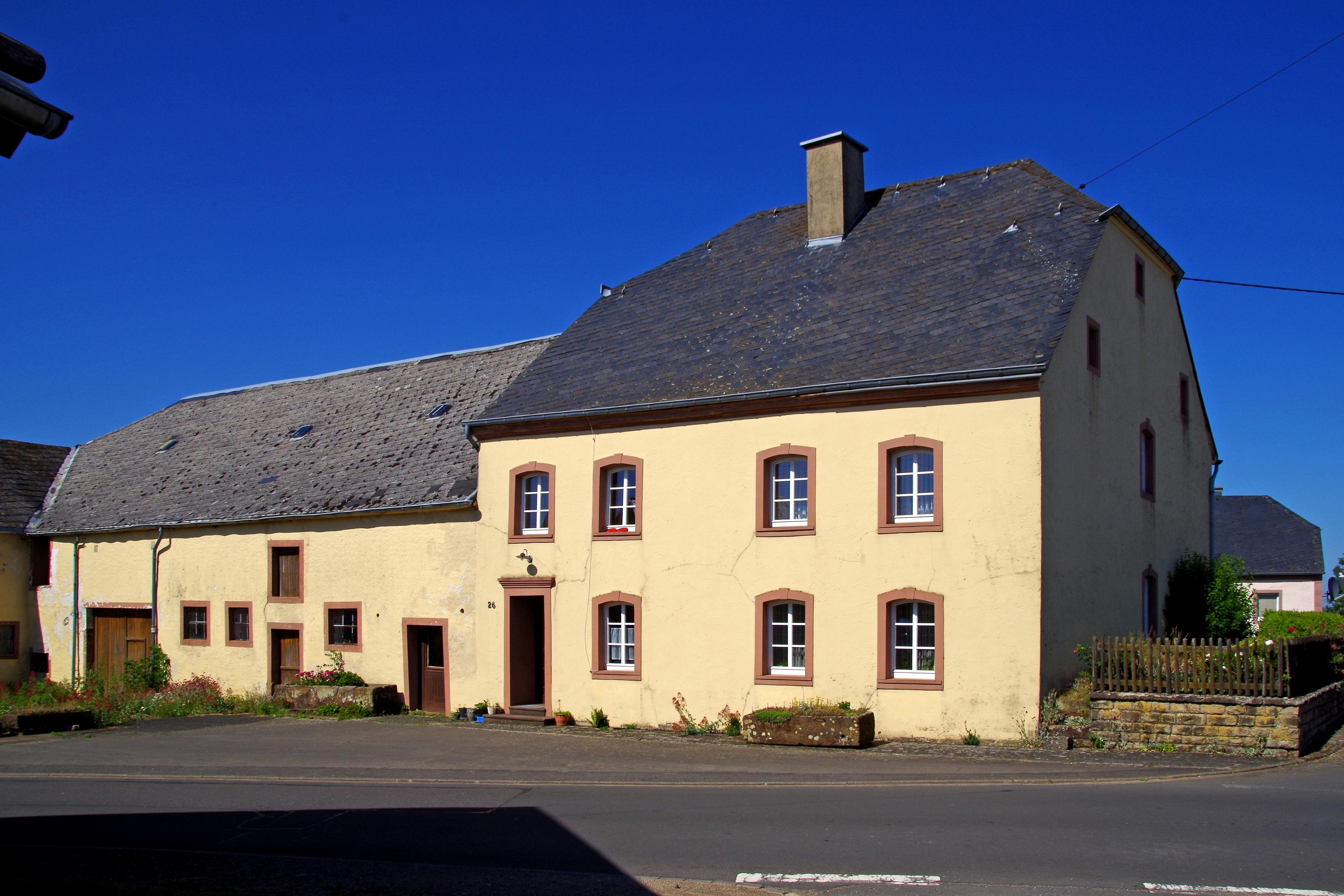
Lakóépület Altscheidben

Altscheid település Németországban, Rajna-vidék-Pfalz tartományban. Lakosainak száma 92 fő (2023. december 31.).

## Népesség
A település népességének változása:
| Lakosok száma | 143  | 89   | 90   | 86   | 92   | 92   |
|               | 1975 | 2017 | 2019 | 2021 | 2022 | 2023 |